# Acero conformado en frío

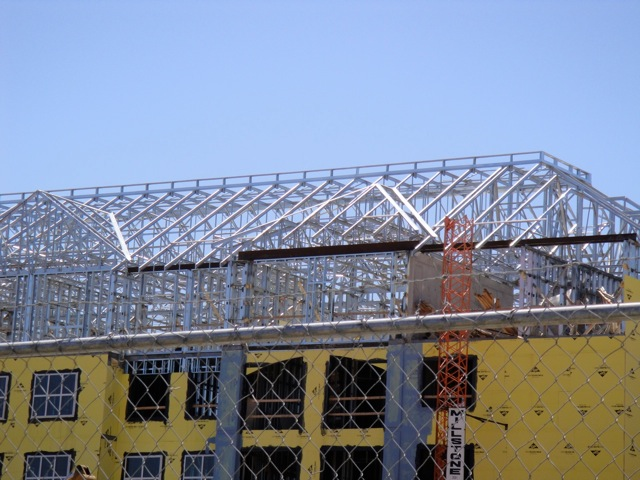
Construcción con acero conformado en frío

El uso de miembros conformados en frío en edificaciones comenzó en Estados Unidos y Gran Bretaña alrededor de la década de los 50 del siglo XIX, pero no fueron ampliamente utilizados hasta alrededor de 1940. En la actualidad es muy común que la estructura principal de los edificios altos esté formada por perfiles pesados laminados en caliente; en cambio, los elementos secundarios como viguetas, paneles o cubiertas y entrepisos generalmente lo componen miembros conformados en frío.

## Historia y enfoque del análisis
Durante los años 30 del pasado siglo el desarrollo y aceptación de los perfiles conformados en frío afrontó verdaderas dificultades, entre otras cosas debido al escaso número de especificaciones de diseño y publicaciones que abarcaran estos temas. Conocida ya su gran importancia, en 1939 el Comité AISI (entonces llamado “Committee on Building Codes”) patrocinó un proyecto de investigación dirigido por el profesor George Winter de la Universidad de Cornell (Ithaca, Nueva York) el cual tenía como objetivo el desarrollo de métodos de diseño que modelaran satisfactoriamente el comportamiento de este tipo de miembros.
La teoría desarrollada se basó en el estudio detallado de cada uno de los elementos que componen una sección y su comportamiento bajo la acción de fuerzas de compresión. Se descubrió entonces que dichos elementos experimentan pandeos locales principalmente en dependencia de sus condiciones de unión en los extremos y en la relación ancho plano a espesor existente.
Con el objetivo de obtener un método práctico de análisis, se simplificó el problema a extraer (no considerar) el área de la sección transversal de la zona a compresión que se considera abollada cuando se alcanza la máxima tensión que puede solicitar dicha zona. De esta forma, se reduce el problema en encontrar una sección efectiva que se comporte de forma estable ante las acciones externas consideradas.
El alcance de este método se extiende solo a perfiles conformados en frío con un espesor menor que 1 pulgada (25.4mm) y aunque se alienta el uso de aceros con denominación ASTM listados en la Sección A3.1 de la Especificación, también se pueden utilizar otros aceros, siempre que satisfagan los requisitos establecidos en dicha sección.
Los estudios comprueban (estudios realizados por Chajes, Britvec, Winter, Karren y Uribe en la Universidad de Cornell en la década de 1960) que las propiedades mecánicas del acero son modificadas por el conformado en frío, en especial la tensión de fluencia, la resistencia a la tracción, y el alargamiento; estas se ven incrementadas por el endurecimiento por deformación que experimentan las curvas de las secciones, las especificaciones de la AISI permiten tomar en cuenta este efecto bajo una serie de condiciones. 
Por otra parte, el conformado en frío genera una disminución de la ductilidad